# Bar (Corrèze)
 Bar  (en occitano Bar) es una comuna y población de Francia, en la región de Lemosín, departamento de Corrèze, en el distrito de Tulle y cantón de Corrèze.
Su población en el censo de 2008 era de 323 habitantes.
Está integrada en la Communauté de communes Tulle et Coeur de Corrèze .

## Demografía
| 351 | 397 | 330 | 282 | 317 | 316 | 323 |
| Para los censos de 1962 a 1999 la población legal corresponde a la población sin duplicidades (Fuente: INSEE [Consultar]) |     |     |     |     |     |     |